# Хакея лавровая
Хакея лавровая  (лат. Hakea laurina) — вид рода Хакея (Hakea) семейства Протейные (Proteaceae), произрастающий в Юго-Западном регионе Западной Австралии. Популярна в культивировании.

## Ботаническое описание

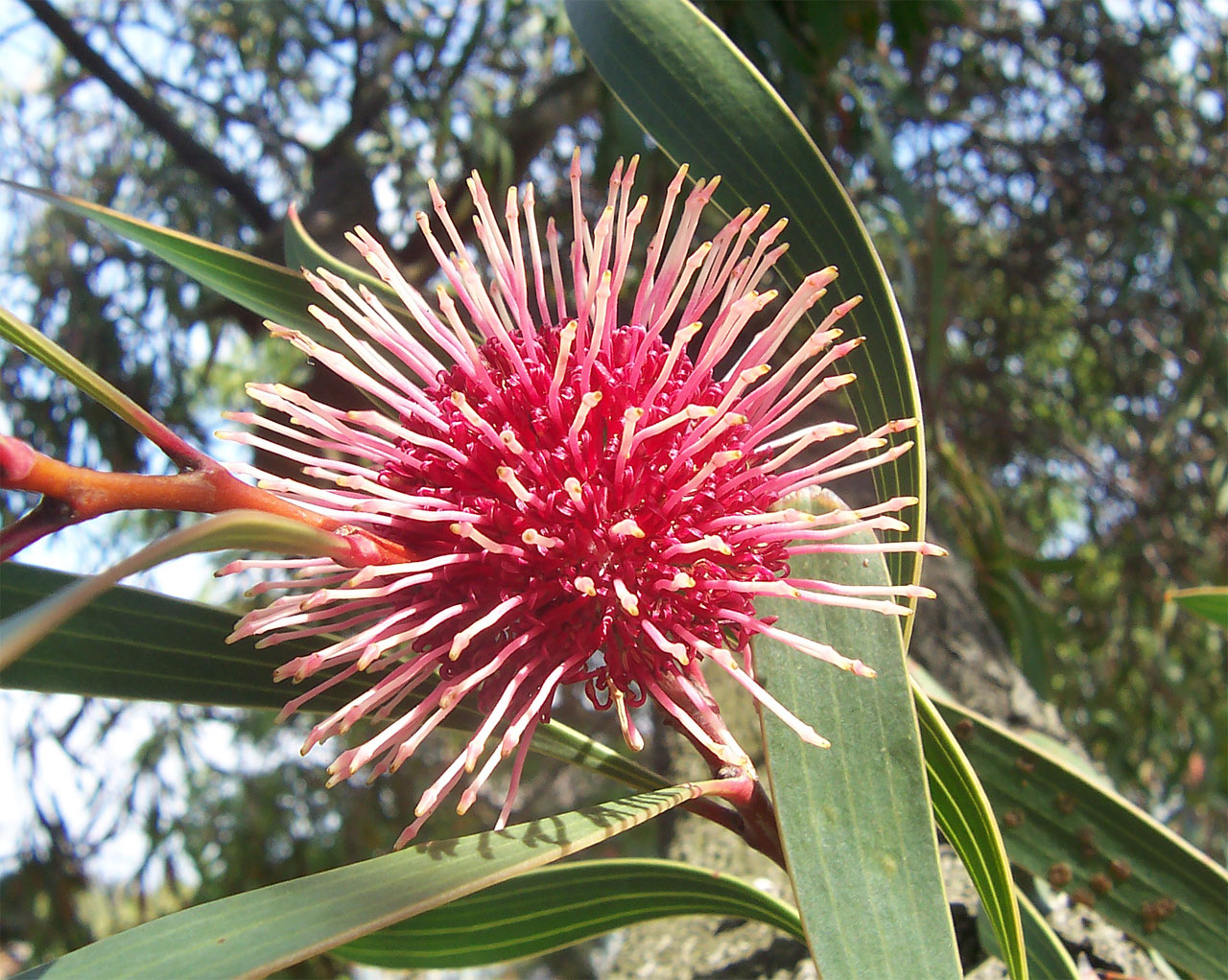
Кремовая цветочная головка H. laurina.

Hakea laurina — прямостоящий куст или дерево, достигающее высоты от 2,5 до 6,0 м и ширины от 3,0 до 5,0 м. Обладает утолщением у основания ствола. Произрастает, как правило, на песчаных почвах, иногда на песчаной глине; большинство зарегистрированных экземпляров находятся в южных районах его ареала.
Цветки изначально бледные или кремовые, возможно, скрытые листьями на ранних стадиях, и перед открытием они содержатся в чешуевидных прицветниках. Имеют глубокий розовый или красный цвет в центре шаровидного отростка, кластерный цветок в пазухах листьев, из которых возникают бледные стили. Цветок напоминает подушечку для булавок. Цветочные головки производят нектар и легкий аромат. Период цветения — с апреля по август. Листья простые и слегка сине-зелёные, плоские, гладкие, имеют цельные края по форме обратнояйцевидные или ланцетные, доходящие до острого окончания. Листья различаются по размеру, могут иметь ширину 6—29 мм и длину до 180 мм. Листва густая и чередуется на вертикальных веточках; в некоторых формах может быть висячей и достигать земли. Кора серая и гладкая. Плод удерживается на растении, имеет яйцевидную форму, с небольшим крючком на конце и имеет гладкую поверхность у плодоножки.

## Распространение
Вид встречается на песчаных равнинах прибрежного юго-запада Австралии, самый северный край ареала — у города Наррогин и простирается на восток до города Эсперанс.

## Таксономия
Вид Hakea laurina был описан Робертом Брауном в 1830 году. Видовое название — от латинского laurus, что связано с формой листьев, напоминающей лавр.

## Культивирование
Растение размножается семенами, используется в культивации в восточных штатах Австралии, а также как живая изгородь и уличное декоративное растение в Америке и Италии. Адаптируется к различным типам почвы, морозоустойчиво. Использование для украшения и затенения на улицах, формирования среды обитания диких животных, погашения ветров и контроля эрозии почвы.
На языке цветов Hakea laurina символизирует благородство и долголетие.